# Hypercompe cretacea
Hypercompe cretacea là một loài bướm đêm thuộc phân họ Arctiinae, họ Erebidae.